# Tierras Medias Occidentales
Tierras Medias Occidentales[cita requerida] (en inglés, West Midlands /'wɛst 'mɪdˌlændz/) es un condado de Inglaterra, Reino Unido. Tiene una población estimada, a mediados de 2020, de 2 939 927 habitantes.
Ubicado en la región Tierras Medias Occidentales, limita al oeste y norte con Staffordshire, al este y sureste con Warwickshire y al suroeste con Worcestershire. Creado en 1974, el condado incluye, además de la capital, Birmingham, las ciudades de Wolverhampton y Coventry.
El antiguo concejo del condado quedó abolido en el año 1986. Sin embargo, un nuevo organismo administrativo para el condado (y parte del distrito que lo rodea como miembros no constituyentes), la Autoridad Combinada de West Midlands, fue creado en junio de 2016. Desde mayo de 2017, la autoridad ha sido encabezada por un alcalde directamente electo, cargo que actualmente ocupa Andy Street, del Partido Conservador.
El nombre Tierras Medias Occidentales se utiliza a veces para referirse a toda la región de las Tierras Medias Occidentales, lo que puede ocasionar confusiones. A menudo se llama al área del condado «área metropolitana de las Tierras Medias Occidentales» o «conurbación de las Tierras Medias Occidentales».

## Geografía
Las Tierras Medias Occidentales limitan con el condado de Warwickshire al este, Worcestershire al sur y Staffordshire al norte.
Son uno de los condados más fuertemente urbanizados en todo el Reino Unido. Birmingham, Wolverhampton, el Black Country y Solihull forman conjuntamente la mayor conurbación de todo el país, con la excepción de Londres.
No obstante, Tierras Medias Occidentales no es totalmente urbano, ya que tiene un cinturón verde que separa la conurbación de Birmingham de Coventry y que aún conserva un fuerte carácter rural.

## Historia
El condado se creó por la ley de gobierno local de 1972, que se puso en práctica en 1974.
Las Tierras Medias Occidentales tomaron zonas que pertenecían a los condados históricos de Warwickshire, Staffordshire y Worcestershire.
Birmingham y Coventry pertenecían tradicionalmente a Warwickshire, mientras que Wolverhampton y gran parte del Black Country hasta Worcestershire eran administrados como distritos del condado.

## Ciudades destacadas
- Birmingham
- Coventry
- West Bromwich
- Wolverhampton
- Walsall
- Meriden
- Solihull

Véase también: Anexo:Localidades del condado de Tierras Medias Occidentales.

## Monumentos y lugares de interés
- El castillo de Dudley
- Himley Hall
- La catedral de Coventry
- El museo de Birmingham